# Павловськ (село, Павловський район)
Па́вловськ (рос. Павловск) — село, центр Павловського району Алтайського краю, Росія. Адміністративний центр Павловської сільської ради.

## Населення
Населення — 14533 особи (2010; 14944 у 2002).
Національний склад (станом на 2002 рік):
- росіяни — 94 %